# Albert Ingham
Albert Edward Ingham (Northampton, 3 aprile 1900 – Chamonix, 6 settembre 1967) è stato un matematico britannico.
Svolse gli studi universitari a Cambridge a partire dal 1919, ottenendo poi il Ph.D. sotto la supervisione di John Littlewood. Insegnò per quattro anni all'università di Leeds, tornando poi a Cambridge. Fu eletto fellow della Royal Society nel 1945.
Ingham lavorò nel campo della teoria analitica dei numeri, dimostrando alcuni risultati relativi alla distribuzione dei numeri primi e alla funzione zeta di Riemann. In particolare, migliorando un risultato di Guido Hoheisel, provò che, denotato con pn l'n-esimo numero primo, la disuguaglianza
{\displaystyle p_{n+1}-p_{n}<p_{n}^{5/8}}
vale per n sufficientemente grande e, se si assume l'ipotesi di Lindelöf, per ogni ε>0 la disuguaglianza più forte
{\displaystyle p_{n+1}-p_{n}<p_{n}^{1/2+\epsilon }}
vale definitivamente. Nel 1926 provò la stima asintotica del quarto momento della funzione zeta di Riemann e cioè che
{\displaystyle \int _{0}^{T}\left|\zeta \left({\frac {1}{2}}+it\right)\right|^{4}\,dt\sim {\frac {1}{2\pi ^{2}}}T\log ^{4}T,}
per T che tende all'infinito. Nel 1942 ideò un metodo per confutare la congettura di Pólya, che fu poi utilizzato da Colin Haselgrove nel 1958 per dimostrare l'esistenza di un controesempio.
Il suo libro On the distribution of prime numbers, pubblicato nel 1932, è considerato un classico.

## Opere
- (EN) Albert Edward Ingham, The Distribution of Prime Numbers, New York, Cambridge Mathematical Library, 1932, ISBN 0-521-39789-8.